# آتشفشان طلا
آتشفشان طلا (به فرانسوی: Le Volcan d'or) یکی از آثار ژول ورن نویسنده شهیر فرانسوی است که بعدها این کتاب توسط پسر خودش مایکل ورن بازنویسی شد. این کتاب براساس وقایع مربوط به دوران تب طلای کلوندایک نوشته شده‌است.

## شرح داستان
کتاب آتشفشان طلا داستان دو پسرخاله خوش‌اقبال به نام‌های سامی اسکیم و بن رادل می‌باشد که پس از مرگ دایی ثروتمندشان، جویس لاگوست زمینی را تحت عنوان «زمین شماره ۱۲۹» از او به ارث می‌برند که داییِ آنها، آن را برای استخراج طلا در منطقه کلوندایک یوکان واقع در شمال غربی کانادا و نزدیک سرزمین‌های یخبندان آلاسکا) خریداری کرده بود. دو پسر خاله تصمیم می‌گیرند برای استخراج طلا از آن زمین از مونترال به کلوندایک بروند؛ در راه دو پسرخاله با دو دخترعموی جوان به نامهای جین و ادیت اجرتون که آنها نیز قصد سفر به داوسون سیتی را دارند آشنا می‌شوند.
زمانی که به سرزمین‌های آلاسکا می‌رسند، با حوادث خطرناک و شگفت‌آوری روبه‌رو می‌شوند. روزی در اثر طغیان رودخانه بن دچار شکستگی پا می‌شود و سامی او را برای معالجه به داوسون سیتی می‌برد. بن در بیمارستان نزدیک به یک ماه به خاطر وخامت شکستگی پا تحت مداوا قرار می‌گیرد و در آنجا با مردی به نام ژاک لرون آشنا می‌شود. این مرد که عمرش رو به پایان است نقشه یک کوه طلا را که بر روی یک پوست حک شده به آن‌ها می‌دهد. بن و سامی برای پیدا کردن آتشفشان طلا در جستجوی آن عازم محلی نزدیک رودخانه مکنزی می‌شوند که بر روی نقشه حک شده و در آن جا اتفاقات و ماجراهای خطرناکی می‌افتد که شرح کامل آن در این کتاب آمده‌است.